# Thé au lotus

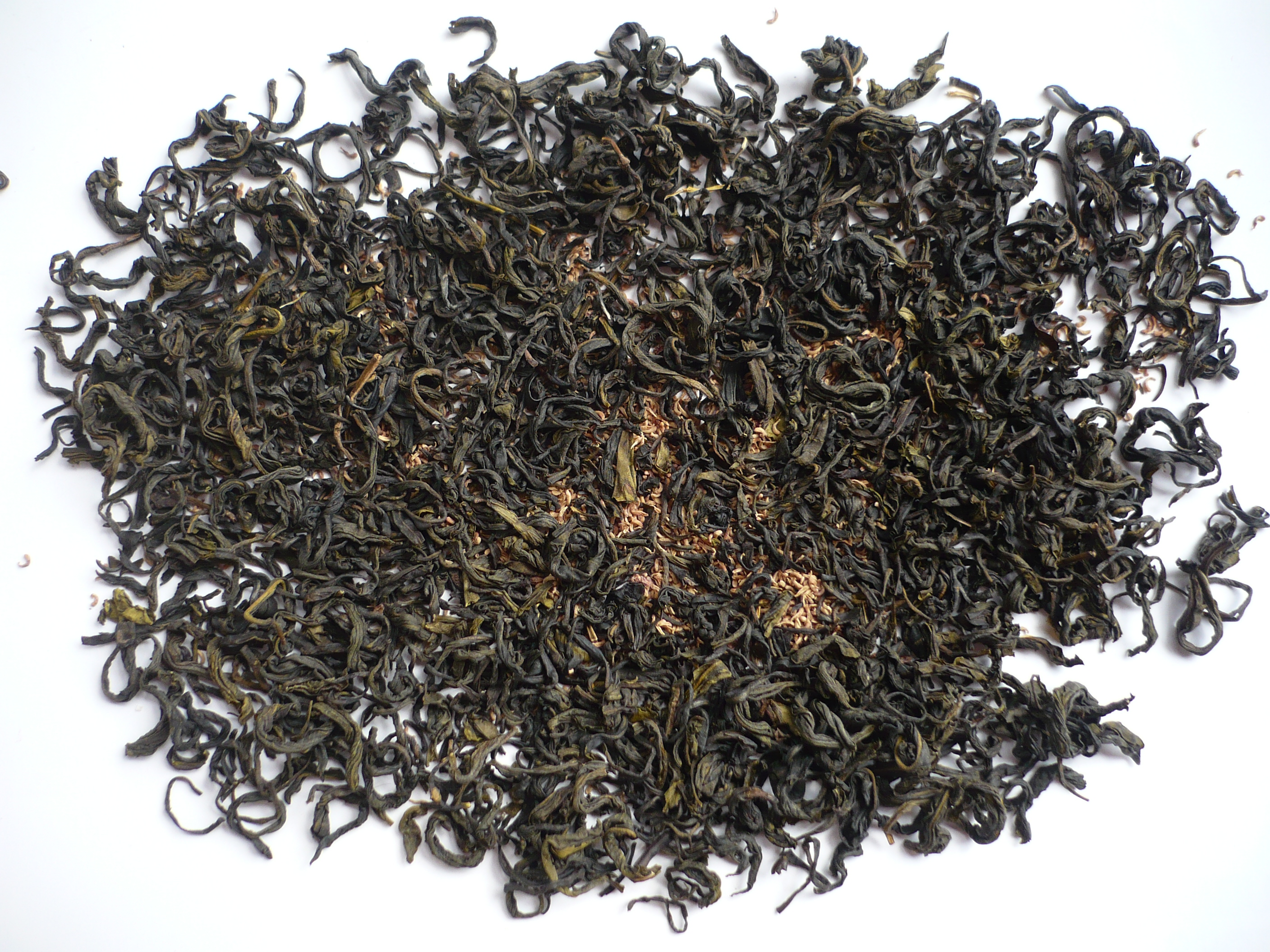
Thé au lotus

Le thé au lotus (en vietnamien : trà sen, chè sen ou chè ướp sen) est un type de thé vert produit exclusivement au Vietnam et qui a été parfumé par du Nelumbo nucifera. Il s'agit d'une spécialité de l'industrie vietnamienne de production de thé et est consommé au cours des festivités et des festivals.

## Définition du «thé au lotus»
L'acceptation la plus courante de l'appellation « thé au lotus » correspond à la spécialité de thé vert vietnamien produit à partir de lotus frais ; toutefois, il existe aussi
- des thés parfumés avec des arômes de synthèse ou naturels plutôt que des fleurs fraîches, aussi commercialisés sous le nom thé au lotus
- des thés préparés à partir de pollen de lotus, qui est récolté séparément et mélangé par la suite ; ce thé est notamment développé en Thaïlande pour diminuer les importations et est plutôt appelé « thé de pollen de lotus »[1]
- des infusions produites uniquement à partir de lotus, sans camellia sinensis : la Corée produit des infusions de feuilles de lotus[2], de fleurs de lotus[2], de fruits de lotus séchés[3], de graines de lotus[2] et de racines de lotus[2] ; la Chine et le Vietnam, des infusions d'embryons de lotus[4]

## Histoire
Le thé au lotus date du règne de l'empereur Tự Đức, à la fin du XIXe siècle : au mois de juin, en fin d'après-midi, ses serviteurs inséraient de petites quantité de thé vert dans les fleurs de lotus poussant dans les étangs impériaux, les refermant délicatement pour protéger le thé ; le lendemain matin, ils venaient collecter le thé ainsi que la rosée déposée sur les feuilles de lotus, et l'empereur buvait son thé de lotus dans cette eau.

## Production

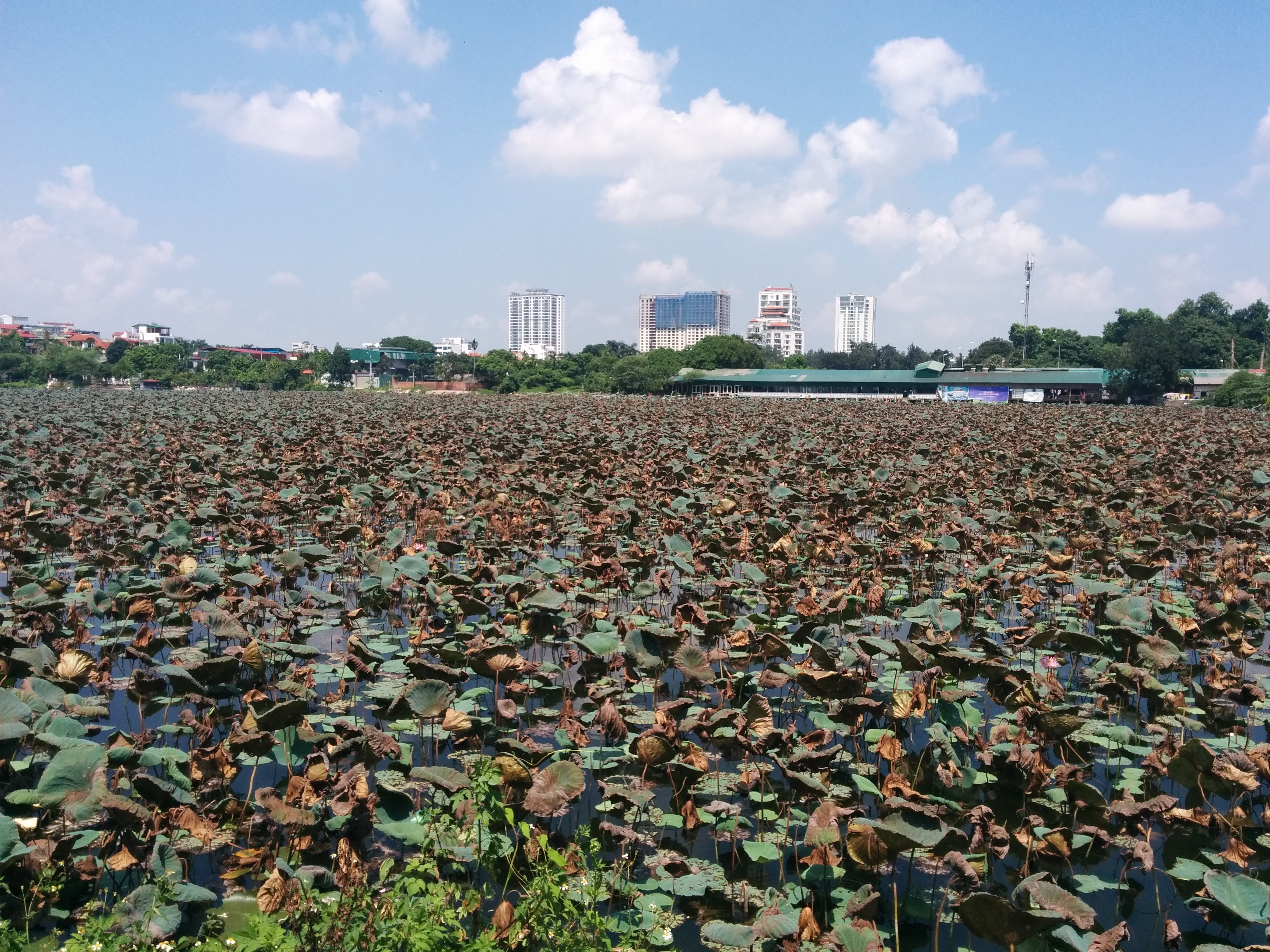
Lotus sur le lac de l'Ouest, septembre 2017

Ce thé est fabriqué en laissant du thé vert absorber le parfum naturel des fleurs de lotus : d'abord, les fleurs de lotus sont cueillies, puis on leur retire leurs pétales ; ensuite, les étamines sont collectées et tamisées, pour être placées sur le thé dans une large poêle pendant deux jours ; le mélange est ensuite emballé dans du papier ciré, qui est lui-même enroulé autour d'une poêle pleine d'eau ; l'ensemble est à nouveau emballé dans du papier et une épaisse couverture et placé dans un panier de bambou pendant 12h ; une fois l'opération finie, les étamines sont enlevées à la main. 
Ces étapes peuvent être répétées plusieurs fois pour accentuer le parfum floral des feuilles de thé ; elle est faite cinq fois pour les thés les plus chers,. Pour les thés de très haute qualité, 1500 fleurs de lotus par kilogramme de thé sont nécessaires, et seules une trentaine de familles d'Hanoi réalisent ce travail, à partir de fleurs poussant dans le lac de l'Ouest,. Cette production n'a lieu qu'en juin et juillet, lorsque les lotus fleurissent.

## Consommation
Le thé est souvent consommé à l'occasion de Têt.

### Infusion
Le thé au lotus est très fort et une bonne infusion doit durer moins de 2 minutes en utilisant une eau moins chaude (70 °C). À partir d'une dose de thé, on peut obtenir jusqu'à 3 ou 4 infusions.

### Composition chimique
Le composé principal responsable du goût et de l'arôme particulier du thé au lotus est le 1,4-diméthoxybenzène, qui représente 93% des arômes du pollen de lotus séché et 30% du pollen encore frais ; les autres arômes significativement présents, tels que le linalol, ne viennent a priori pas du lotus, mais sont des arômes classiques des thés verts vietnamiens,.

## Identité et tourisme
Le thé au lotus est perçu par les habitants de Hanoï comme un symbole du mode de vie traditionnel et considéré comme le meilleur thé au monde.
Depuis la fin des années 2010 le thé au lotus est vu au Viêt Nam comme un argument touristique : il fait partie avec le ca trù, la pagode de Vong Thi (vi) ou la fabrication du papier rhamnoneuron (pt), des arguments touristiques principaux de Hanoï, mais aussi des activités d'écotourisme proposées par des lieux plus ruraux, tels que la province de Ninh Thuân.